# Tsujii Nobuyuki
Tsujii Nobuyuki (辻井伸行) (sinh 13 tháng 9 năm 1988) là một nghệ sĩ dương cầm và nhà soạn nhạc khiếm thị người Nhật.

## Cuộc sống
Tsujii sinh ngày 13 tháng 9 năm 1988 tại thủ đô Tokyo của Nhật Bản. Nobuyuki trong tiếng Nhật có nghĩa là "Hạnh phúc ngập tràn" (faithful happiness). Sinh ra đã bị mù do ảnh hưởng của chứng microphthalmia (rối loạn sự phát triển của mắt), Tsujii Nobuyuki có một tài năng thiên bẩm về âm nhạc. Ở tuổi lên 2, cậu bé bắt đầu những nốt "Đồ rê mi" trên cây đàn đồ chơi tí hon do mẹ mua về. Lên 4 tuổi, mẹ bắt đầu cho Nobuyuki đi học nhạc. Năm 1995, khi 7 tuổi, cậu chiến thắng giải thưởng âm nhạc đầu tiên trong đời - giải nhất Cuộc thi âm nhạc dành cho học sinh khiếm thị toàn nước Nhật.

## Sự nghiệp
Những năm sau khi sinh, anh đoạt lần lượt là giải vàng tại PTNA piano khi 11 tuổi; giải solo tại cuộc thi Suntory Hall và Liên hoan âm nhạc Kobe; giải Phê bình tại cuộc thi dương cầm quốc tế nổi tiếng Frederik Chopin tại Ba Lan lần thứ 15 (năm 2005). Năm 2009, chàng trai trẻ chia sẻ giải Nhất Cuộc thi Dương cầm Quốc tế Van Cliburn trên đất Mỹ với Trương Hạo Thần (Trung Quốc). Anh không những là người Nhật đầu tiên đoạt huy chương vàng (giải nhất) tại Cuộc thi Dương cầm Quốc tế Van Cliburn, mà cũng là nghệ sĩ dương cầm khiếm thị đầu tiên thắng cuộc trong lịch sử 47 năm của cuộc thi danh giá này.
Tsujii đến nay đã phối hợp biểu diễn với các dàn nhạc giao hưởng nổi tiếng thế giới như Mỹ, Đức, Anh, Thụy Điển....

## Vinh danh
Báo chí Nhật Bản ví Tsujii Nobuyuki là hiện thân của phép màu thượng đế vì dù bị khiếm thị nhưng có một khả năng đặc biệt về âm nhạc.
Năm 2013, người Nhật đã đưa cái tên Tsujii Nobuyuki vào sách giáo khoa tiếng Anh dành cho học sinh trung học Nhật Bản.

## Danh sách tác phẩm
Kể từ khi giành chức vô địch tại Cliburn, Tsujii đã trở nên nổi tiếng trong âm nhạc dương cầm cổ điển, đặc biệt là ở Nhật Bản quê hương anh. Các CD Cliburn cũng như những đĩa CD khác thu âm trước năm 2009 hiện phổ biến rộng rãi. Chỉ tính riêng đĩa Van Cliburn chính thức (HMU 907.505) đã bán được hơn 100.000 bản.

- Début Nobuyuki Tsujii Lưu trữ ngày 17 tháng 7 năm 2011 tại Wayback Machine
- Rachmaninoff: Piano Concerto #2 Lưu trữ ngày 17 tháng 7 năm 2011 tại Wayback Machine
- Nobuyuki Tsujii, Gold Medalist, 2009 - Winners CD
- Nobuyuki Tsujii Cliburn Competition Final Round Recital
- Nobuyuki Tsujii Cliburn Semifinal Round Recital,
- 'Nobuyuki Tsujii Cliburn 2009 Preliminary Round Recital
- Frederic Chopin: Piano Concerto No. 1; Etudes Op. 10,
- Pictures at an Exhibition Nobuyuki Tsujii Lưu trữ ngày 17 tháng 7 năm 2011 tại Wayback Machine,
- Chopin: Piano Works,
- My Favorite Chopin Nobuyuki Tsujii Lưu trữ ngày 17 tháng 7 năm 2011 tại Wayback Machine, Avex Classics phát hành, tháng 3 năm 2010.
- Tchaikovsky: Piano Concerto No. 1  Lưu trữ ngày 17 tháng 7 năm 2011 tại Wayback Machine
- Nobuyuki Tsujii - Yutaka Sado - BBC Philharmonic Tchaikovsky: Piano Concerto No. 1 Lưu trữ ngày 17 tháng 7 năm 2011 tại Wayback Machine,
- 神様のカルテ~辻井伸行自作集 Nobuyuki Tsujii Works, 2000-2011 Lưu trữ ngày 17 tháng 7 năm 2011 tại Wayback Machine,
- それでも、生きてゆく　オリジナル・サウンドトラック('Still We Live'Original Sound Track) Lưu trữ ngày 17 tháng 7 năm 2011 tại Wayback Machine
- 辻井伸行　カーネギーホール・デビューLIVE  Nobuyuki Tsujii Carnegie Hall Debut Live! Lưu trữ ngày 8 tháng 2 năm 2012 tại Wayback Machine.
- はやぶさ　遥かなる帰還　オリジナル・サウンドトラック  Nobuyuki Tsujii - Hayabusa Harukanaru Kikan Original Soundtrack Lưu trữ ngày 17 tháng 7 năm 2011 tại Wayback Machine, nhạc phim gốc do Nobuyuki Tsujii soạn.
- 辻井伸行　モーツァルト・アルバム Nobuyuki Tsujii - Mozart Album[liên kết hỏng].
- 辻井伸行 plays 花は咲く  Nobuyuki Tsujii chơi 'Flowers Bloom' Lưu trữ ngày 17 tháng 7 năm 2011 tại Wayback Machine.
- ジェニーへのオマージュ　自作集CD+自作LIVE DVD 'Tribute to Jeanie', CD và DVD tự tổng hợp[liên kết hỏng].
- Nobuyuki Tsujii at White Nights" DVD/Blu-ray.